# Kazimierz Bubula
Kazimierz Antoni Bubula (ur. 12 czerwca 1952 w Grabiu, zm. 22 marca 2002 w Wiśniowej) – magister wychowania fizycznego, nauczyciel dyplomowany, kolarz, trener narciarstwa biegowego, działacz sportowy, twórca sukcesów sportowych dzieci i młodzieży.

## Życie prywatne
Żona Irena, nauczycielka dyplomowana Szkoły Podstawowej i Gimnazjum w Wiśniowej, narciarka klubu sportowego „Śrubiarnia Żywiec”, trenerka narciarstwa biegowego, współtwórczyni sukcesów męża. Trójka dzieci: syn Paweł – lekarz stomatolog, medalista wielu imprez ogólnopolskich i mistrzostw świata lekarzy w narciarstwie biegowym, ojciec dwójki dzieci: Antoniego i Hanny, córka Anna – doktor nauk o kulturze fizycznej, nauczycielka dyplomowana SP Wiśniowa, trenerka LKS „Markam” Wiśniowa-Osieczany, wychowała mistrzów i reprezentantów Polski w narciarstwie biegowym, syn Piotr – lekarz medycyny specjalizacja chirurgia ogólna, ojciec trzech synów: Wojciecha, Jana i Bartłomieja. Małżeństwo Ireny i Kazimierza Bubulów wybudowało własny dom w Wiśniowej, woj. małopolskie.

## Życiorys
Urodził się 12 czerwca 1952 w Grabiu, powiat bocheński. Rodzice – Julian i Bronisława Bubulowie. Ukończył SP w Grabiu, LO w Bochni, w latach 1972-1977 studia wyższe w AWF w Krakowie. Pracował przez rok w SP nr 7 w Krakowie, od 1978 do śmierci 22.03.2002 w SP im. Władysława Orkana i Gimnazjum w Wiśniowej. Kolarz „Olimpii” Bochnia i „Prądniczanki” Kraków. W 1979 ukończył kurs instruktorski narciarstwa biegowego, w 1980 – kurs sędziowski z narciarstwa, w latach 1987 -88 studia trenerskie uzyskując tytuł trenera II klasy w narciarstwie biegowym.
W 1979 założył LKS Wiśniowa, w 1998 UKS „Orliki” Wiśniowa. W 1982 inicjator Sztafety Szlakiem Walk AK i BCH na trasie Dobczyce – Wiśniowa. Zmodernizował i usprawnił wiele obiektów sportowych na terenie gminy Wiśniowa, wybudował trasę narciarską w Wierzbanowej, na której w 1987 rozegrano Ogólnopolskie Igrzysk Młodzieży Szkolnej. 

## Kariera trenerska
- od 1978 – sekretarz Zarządu Gminnego SZS w Wiśniowej,
- od 1979 – trener i działacz LKS Wiśniowa, w latach 1989-2002 również jego prezes,
- od 1982 – główny organizator i komandor (co 2 lata) Biegu Sztafetowego Szlakiem Walk AK i BCH na trasie Dobczyce – Wiśniowa
- od 1994 – członek Komisji Biegów PZN
- od 1998 – sekretarz UKS „Orliki” Wiśniowa i działacz Zarządu Powiatowego SZS w Myślenicach

Od 1979 w SP Wiśniowa realizował program tzw. „próby limanowskiej” z ukierunkowaniem lekcji wychowania fizycznego klas usportowionych na narciarstwo klasyczne. Na tej bazie utworzył sekcję narciarską LKS Wiśniowa – jedyną taką w woj. krakowskim, gdzie rozwijał talenty narciarskie, trenując przyszłych  medalistów różnych imprez sportowych, a przede wszystkim mistrzów, wicemistrzów, brązowych medalistów Mistrzostw Polski i Świata w biegach narciarskich.
Trener Sylwii Jaśkowiec – wielokrotnej medalistki Mistrzostw Polski, złotej medalistki Mistrzostw Świata Młodzieżowców 2009, brązowej medalistki Mistrzostw Świata  w sprincie drużynowym 2015 (z Justyną Kowalczyk), reprezentantki Polski w biegach narciarskich na Igrzyskach Olimpijskich w Vancouver, Soczi i Pjongczang.
Organizator i prowadzący wielu obozów letnich Kadry Polski LZS, Kadry Wojewódzkiej i Makroregionu w narciarstwie klasycznym, obozów UKS i organizowanych przez Zarząd Wojewódzki SZS w Krakowie.
W 2001 otrzymał List Gratulacyjny za wybitne osiągnięcia trenerskie od Starosty Myślenickiego i zdobył tytuł Trenera Młodzieży w XIX plebiscycie redakcji „Gazety Krakowskiej”.
Od 2003 organizowany jest Memoriał im. Kazimierza Bubuli w ramach Małopolskiej Ligi Szkolnej w Biegach Narciarskich.
W dniu 18 września 2020 roku nadano imię Kazimierza Bubuli Hali Sportowej w Wiśniowej oraz odsłonięto tablicę pamiątkową poświęconej jego postaci i dokonaniom.

## Sukcesy zawodników
Medalowe osiągnięcia zawodników LKS Wiśniowa, wychowanków mgr Kazimierza Bubuli w narciarstwie klasycznym

### Złote medale
| Rok  | Imię i nazwisko                                                    | Odcinek          | Zawody | Miejscowość      |
| 1997 | Mirosław Kowal                                                     | 3 km Cl          | MPMł   | Zakopane         |
| 1999 | Paweł Dominik                                                      | 3 km Cl          | MPMł   | Szklarska Poręba |
| 1999 | Paweł Dominik Paweł Kostecki Grzegorz Opiał Wojciech Węglarz       | sztafeta 4x3 km  | MPMł   | Szklarska Poręba |
| 2000 | Grzegorz Opiał                                                     | 5 km F           | MPMł   | Ustrzyki Dolne   |
| 2000 | Sylwia Jaśkowiec                                                   | 3 km Cl          | MPMł   | Ustrzyki Dolne   |
| 2000 | Sylwia Jaśkowiec                                                   | 5 km F           | MPMł   | Ustrzyki Dolne   |
| 2001 | Sylwia Jaśkowiec                                                   | 3 km Cl          | MPMł   | Zakopane         |
| 2001 | Sylwia Jaśkowiec                                                   | 5 km F           | MPMł   | Zakopane         |
| 2001 | Kamila Brygoła Małgorzata Jamróz Sylwia Jaśkowiec Paulina Załubska | sztafeta 4x3 km  | MPMł   | Zakopane         |
| 2001 | Sylwia Jaśkowiec                                                   | 3 km Cl          | MMSMł  | Słowacja         |
| 2001 | Sylwia Jaśkowiec                                                   | 5 km F           | MMSMł  | Słowacja         |
| 2001 | Kamila Brygoła Małgorzata Jamróz Sylwia Jaśkowiec Paulina Załubska | sztafeta 4x3 km  | MMSMł  | Słowacja         |
| 2002 | Sylwia Jaśkowiec                                                   | 3 km Cl          | MP UKS | Zakopane         |
| 2002 | Sylwia Jaśkowiec Kamila Brygoła Małgorzata Jamróz                  | sztafeta 3 x3 km | MP UKS | Zakopane         |
| 2002 | Sylwia Jaśkowiec                                                   | 5 km Cl          | OOM    | Zakopane         |
| 2002 | Sylwia Jaśkowiec                                                   | 7,5 km F         | OOM    | Zakopane         |

### Srebrne medale
| Rok  | Imię i nazwisko                                               | Odcinek           | Zawody | Miejscowość    |
| 1998 | Stanisław Rokosz                                              | 5 km Cl           | OIMS   | Gołdap         |
| 1994 | Zbigniew Gorczyca                                             | 5 km Cl           | OIMS   | Duszniki Zdrój |
| 1994 | Zbigniew Gorczyca                                             | 3 km Cl           | MPMł   | Zakopane       |
| 1995 | Paweł Bubula Bronisław Grabowski Grzegorz Jeleń Mariusz Panek | sztafeta 4 x 3 km | MPMł   | Duszniki Zdrój |
| 1998 | Michał Murzyn                                                 | 5 km F            | MPMł   | Ustrzyki Dolne |
| 1998 | Paweł Dominik Paweł Galia Bartosz Głowacki Michał Murzyn      | sztafeta 4 x 3 km | MPMł   | Ustrzyki Dolne |
| 2002 | Sylwia Jaśkowiec                                              | sprint            | OOM    | Zakopane       |

### Brązowe medale
| Rok  | Imię i nazwisko                                             | Odcinek            | Zawody | Miejscowość      |
| 1998 | Mirosław Kowal                                              | 5 km Cl            | OOM    | Szklarska Poręba |
| 1999 | Michał Murzyn                                               | 5 km Cl            | OOM    | Zakopane         |
| 1999 | Paweł Bubula                                                | 30 km F            | OOM    | Zakopane         |
| 1999 | Mirosław Kowal Marek Murzyn Michał Murzyn                   | sztafeta 3x5 km    | OOM    | Zakopane         |
| 1999 | Paweł Bubula Marek Cygan Piotr Leśniak                      | sztafeta 3 x 10 km | OOM    | Zakopane         |
| 2000 | Dariusz Kowal Grzegorz Murzyn Wiesław Murzyn Grzegorz Opiał | sztafeta 4 x 3 km  | MPMł   | Ustrzyki Dolne   |
| 2000 | Paweł Bubula Marek Cygan Mirosław Kowal                     | sztafeta 3 x 10 km | OOM    | Szklarska Poręba |
| 2002 | Bartosz Głowacki Marek Murzyn Wojciech Węglarz              | sztafeta 3 x 10 km | OOM    | Zakopane         |

### Legenda
| MPMł   | Mistrzostwa Polski Młodzików                                   |
| MMSMł  | Międzynarodowe Mistrzostwa Słowacji Młodzików                  |
| OOM    | Ogólnopolska Olimpiada Młodzieży (Mistrzostwa Polski Juniorów) |
| MP UKS | Mistrzostwa Polski Uczniowskich Klubów Sportowych              |
| OIMS   | Ogólnopolskie Igrzyska Młodzieży Szkolnej                      |

## Odznaczenia i wyróżnienia

### Nagrody i wyróżnienia
- 1994/1997 – Ministra Edukacji Narodowej
- 1982/1993/1996 – Kuratora Oświaty i Wychowania w Krakowie
- 1984 – Przewodniczącego Głównego Komitetu Kultury Fizycznej i Sportu za realizację zadań „Sobota – Szkoła - Sport”
- 1988 – Dyrektora Wydziału Kultury Fizycznej, Sportu i Turystyki Urzędu Miasta Krakowa
- 1995 – Wojewody Krakowskiego
- 1997 – Wójta Gminy Wiśniowa
- 1988/1991/1997/1998/2001 – Dyrektora SP Wiśniowa

### Liczne dyplomy uznania, listy gratulacyjne, podziękowania i puchary za szczególne wyróżniającą pracę i wybitne osiągnięcia w tym
- 1984 – puchar redakcji „Tempa” za akcję „Sobota – Szkoła – Sport”
- 1999 – puchar za zdobycie przez LKS Wiśniowa V miejsca w rankingu Pucharu Polski w biegach narciarskich

### Odznaczenia
- 1985 – Brązowy Krzyż Zasługi
- 1980 – Złota Honorowa Odznaka LZS
- 1983 – Srebrna Odznaka za Zasługi dla Ziemi Krakowskiej
- 1984 –  Medal 40-lecia PRL
- 1986 – Medal 40-lecia LZS
- 1988 – Złota Odznaka za Zasługi dla Ziemi Krakowskiej
- 1995 – Srebrna Odznaka „Zasłużony Działacz Kultury Fizycznej”
- 1999 – Medal 45 – lecia SZS
- 2000 – Odznaka „ Zasłużony dla Polskiego Związku Narciarskiego”